# Holden Kingswood
De Holden Kingswood is een automodel van het Australische merk Holden. Het model verving vanaf de Holden HK uit 1968 de Holden Special. De modelnaam werd het laatst gebruikt in de WB-serie tot 1984. In Holdens gamma stond de Kingswood tussen het instapmodel, de Holden Belmont, en het luxemodel, de Holden Premier. De Kingswood bestond in verschillende varianten: als sedan, stationwagen, Ute (Utility) en Panel Van.

## Geschiedenis

### Eerste generatie (HK-HG, 1968-1971)
De Kingswood verscheen eerst in de Holden HK-serie in 1968. Die serie betekende een volledige vernieuwing tegenover de voorgaande HR-serie met ook de introductie van nieuwe modelnamen. Het instapmodel Holden Standard werd Belmont en de Special werd de Kingswood. De naam Premier bleef wel behouden voor het luxemodel. De nieuwe Kingswood was groter en zwaarder dan de Special. Wel werd de oude 6-in- lijnmotor overgenomen. Daarnaast werd een optionele V8 van Chevrolet-origine geïntroduceerd. Halfweg de eerste generatie, in de HT-serie, lanceerde Holden een eigen V8. Een half jaar na de introductie van de HK Kingswood verscheen ook de HK Monaro, de coupéversie van de Kingswood.

### Tweede generatie (HQ-HZ, 1971-1980)
In 1971 introduceerde Holden haar tot op heden (2007) meest succesvolle serie: de HQ-serie waarvan bijna een half miljoen exemplaren werden gebouwd. In deze compleet nieuwe serie werd ook de Kingswood voortgezet. Na dit succes werd ook de Kingswood onderworpen aan een grondige face-lift die in de Holden HJ-serie resulteerde. In de HX-serie kreeg het model aangepaste motoren om aan de nieuwe Australische emissienormen te voldoen. Eind 1976 werd een speciale Holden Kingswood 50th Anniversary gelanceerd ter gelegenheid van de vijftigjarige aanwezigheid van moederconcern General Motors in Australië. De laatste serie van deze generatie, de HZ-serie, zag nog een belangrijke vernieuwing met de introductie van het Radial Tuned Suspension (RTS) wielophangingssysteem dat een sterk verbeterde wegligging betekende. Na de HZ-serie werden de Kingswood sedans en stationwagens geschrapt en vervangen door de kleinere Holden VC Commodore.

### Derde generatie (WB, 1980-1984)
Nadat alle sedans en stationwagens door de Holden Commodore waren vervangen zat het merk zonder platform voor grote luxewagens en bedrijfsvoertuigen. Daarom werden deze typen in 1980 afgesplitst in de WB-serie. De Kingswood kende hier twee varianten: de Kingswood Ute en de Kingswood Panel Van. De serie werd verder gedeeld met de Holden Ute, Holden Panel Van, Holden One Tonner en de verschillende Holden Statesmans. Over het algemeen was deze WB-serie in feite een update van de vorige HZ-serie. Midden jaren 1980 werd deze serie uitgefaseerd zonder vervanging. Het automerk zat hierop gedurende zes jaar zonder groot platform. Pas in 1990 kwamen de luxe Statesman en de Ute/Panel Van weer terug, maar zonder de naam Kingswood.

### Export
De eerste Kingswoods werden ook in Petone (Nieuw-Zeeland) gebouwd door General Motors. Later werden ze in dat land ook uit Complete Knocked Down kits geassembleerd in Upper Hutt. Ook in Trinidad en Tobago zijn Kingswoods gebouwd. In Zuid-Afrika werden de HG- en HQ Kingswood verkocht als de Chevrolet Kommando en Chevrolet Constantia, maar met Chevrolet-motoren. De Kingswood Utility werd daar als Chevrolet El Camino verkocht en kreeg er de bijnaam bakkie. Nog later werd de naam Chevrolet in Zuid-Afrika vervangen door Opel.

## Series

### Eerste generatie
- 1968: Holden HK
- 1969: Holden HT
- 1970: Holden HG

### Tweede generatie
- 1971: Holden HQ
- 1974: Holden HJ
- 1976: Holden HX
- 1977: Holden HZ

### Derde generatie
- 1980: Holden WB

## Submodellen
- 1968-1980: Sedan
- 1968-1980: Wagon
- 1968-1984: Utility/Ute
- 1971-1974: Vacationer S
- 1971-1974: Vacationer W
- 1974-1976: Sandman Utility
- 1974-1977: Deluxe Sedan
- 1974-1977: Deluxe Wagon
- 1974-1976: Vacationer II Sedan
- 1974-1976: Vacationer II Wagon
- 1976-1984: Panel Van
- 1976-1977: 50th Anniversary Sedan
- 1976-1977: 50th Anniversary Wagon
- 1977-1980: SL Sedan
- 1977-1980: SL Wagon
- 1977-1980: Vacationer Wagon